# Champanha e Fontanas
Champanha e Fontanas (en francès Champagne-et-Fontaine) és un municipi francès situat al departament de la Dordonya i a la regió de la Nova Aquitània.

## Demografia
| 1962                                       | 1968 | 1975 | 1982 | 1990 | 1999 | 2007 |
| ------------------------------------------ | ---- | ---- | ---- | ---- | ---- | ---- |
| 655                                        | 600  | 511  | 477  | 415  | 431  | 406  |
| Des de 1962: població sense dobles comptes |      |      |      |      |      |      |

## Administració
| Període   | Identitat            | Partit |
| --------- | -------------------- | ------ |
| 1989-2008 | Pierre Doyen         |        |
| 2008-     | Jean-Noël Virecoulon |        |